# Trametes lunispora
Trametes lunispora är en svampart som beskrevs av Quanten 1996. Trametes lunispora ingår i släktet Trametes och familjen Polyporaceae.   Inga underarter finns listade i Catalogue of Life.